# Statsrådets kansli
Statsrådets kansli är ett ministerium i Finland. Ministeriet leds av den finländske statsministern och ansvarar för att regeringsprogrammet genomförs. Statsrådets kansli biträder även statsministern vid ledningen av statsrådets verksamhet.
Statsrådets kansli ansvarar även för samordningen av Finlands EU-politik och behandlar utvecklandet av EU. Dess huvudkontor är Statsrådsborgen.